# Igelsjön (Knutby socken, Uppland)
Igelsjön är en sjö i Uppsala kommun i Uppland och ingår i Norrströms huvudavrinningsområde.